# Пынзарь, Сергей Николаевич
Серге́й Никола́евич Пы́нзарь (рум. Serghei Nikolaevici Pynzar, укр. Сергій Миколайович Пинзар; род. 19 апреля 1973, с. Гыртоп, Молдавская ССР, СССР) — приднестровский политический беспартийный деятель. Депутат парламента Приднестровской Молдавской Республики.

## Биография
Родился в селе Гыртоп Молдавской ССР(ныне Приднестровская Молдавская Республика) 19 апреля 1973 году.

В 2000 окончил юридический факультет Приднестровского Государственного университета им. Т. Г. Шевченко.

Выдвинут кандидатом в Президенты Приднестровской Молдавской Республики организацией коммерческой партии «Общереспубликанское Объедение Работодателей — Союз промышленников аграриев и предпринимателей» Приднестровской Молдавской Республики.
На седьмых Президентских выборах в Приднестровской Молдавской Республике (2021) стал одним из двух зарегистрированных кандидатов. Проиграл выборы действующему главе республики Вадиму Красносельскому, суммарно набрав 11,8 % голосов (≈55 тыс. чел. из ≈465 200 чел.).
Женат, имеет трёх детей.